# Bezirk Neupaka
Der Bezirk Neupaka (tschechisch Okresní hejtmanství Nová Paka) war eine Gebietseinheit im Königreich Böhmen. Der Bezirk umfasste Gebiete in Nordostböhmen im heutigen Královéhradecký kraj (Okres Jičín). Sitz der Bezirkshauptmannschaft war die Stadt Neupaka (Nová Paka). Das Gebiet gehörte seit 1918 zur neu gegründeten Tschechoslowakei und ist seit 1993 Teil Tschechiens.

## Geschichte
Die modernen, politischen Bezirke der Habsburgermonarchie wurden 1868 im Zuge der Trennung der politischen von der judikativen Verwaltung geschaffen.
Das Gebiet des späteren Bezirks Neupaka gehörte zunächst zum Bezirk Jičin bzw. zum Bezirk Königgrätz.
Erst per 1. Oktober 1903 wurde aus den Gerichtsbezirken Neupaka (tschechisch soudní okres Nová Paka) aus dem Bezirk Jičin und Hořitz (Hořice) aus dem Bezirk Königgrätz der neue Bezirk Neupaka gebildet.
Im Bezirk Neupaka lebten nach der Volkszählung 1900 bzw. dem Gebietsstand von 1903 62.097 Menschen auf einer Fläche von 431,64 km² bzw. in 83 Gemeinden.
Der Bezirk umfasste 1910 eine Fläche von 431,64 km² und beherbergte eine Bevölkerung von 64.628 Personen. Von den Einwohnern hatten 1910 61.860 Tschechisch und 2661 Deutsch als Umgangssprache angegeben. Weiters lebten im Bezirk 107 Anderssprachige oder Staatsfremde. Zum Bezirk gehörten zwei Gerichtsbezirke mit insgesamt 104 Gemeinden bzw. 113 Katastralgemeinden.